# Arbre à clous

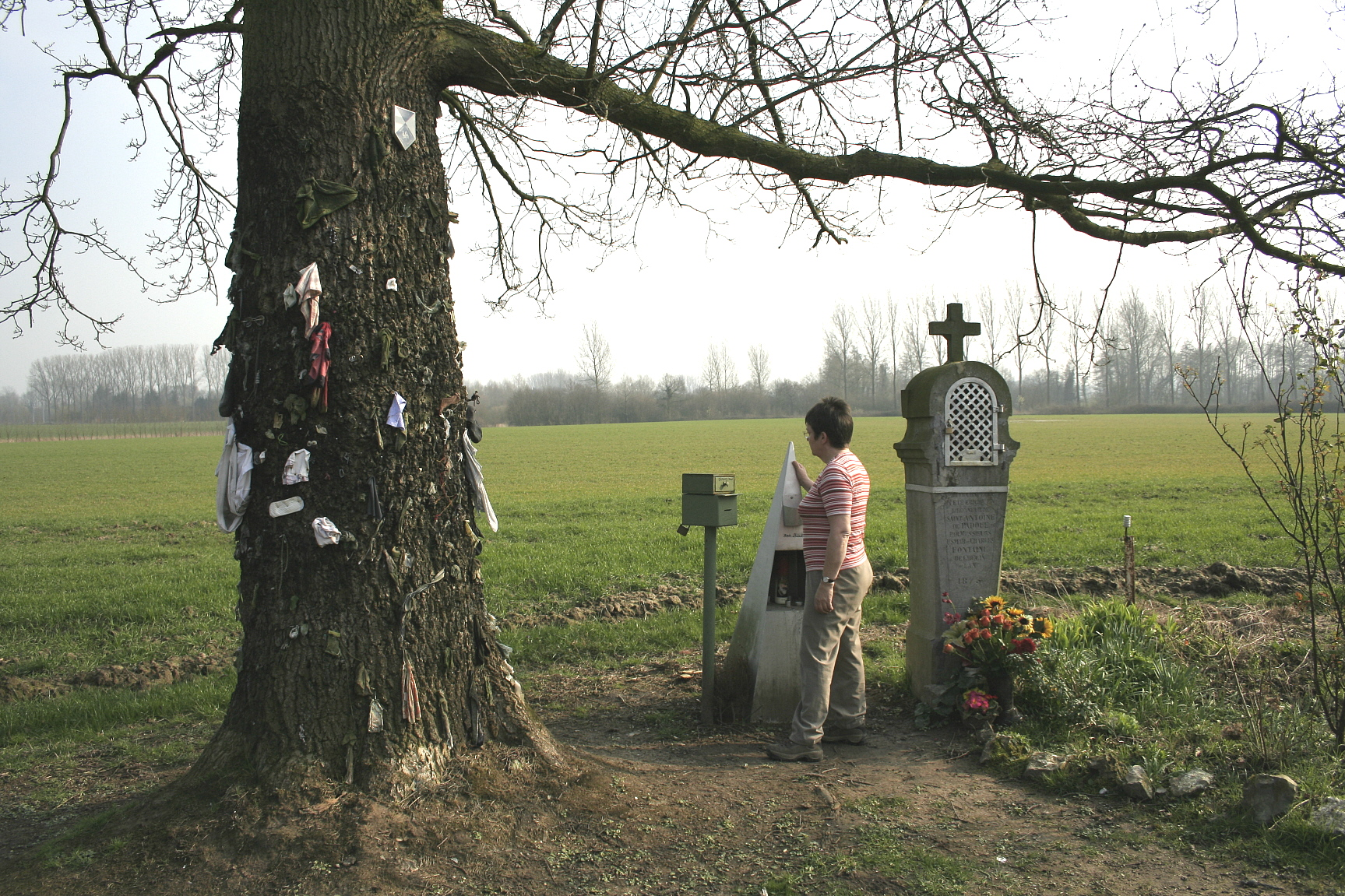
L'arbre à clous de Herchies (Belgique).

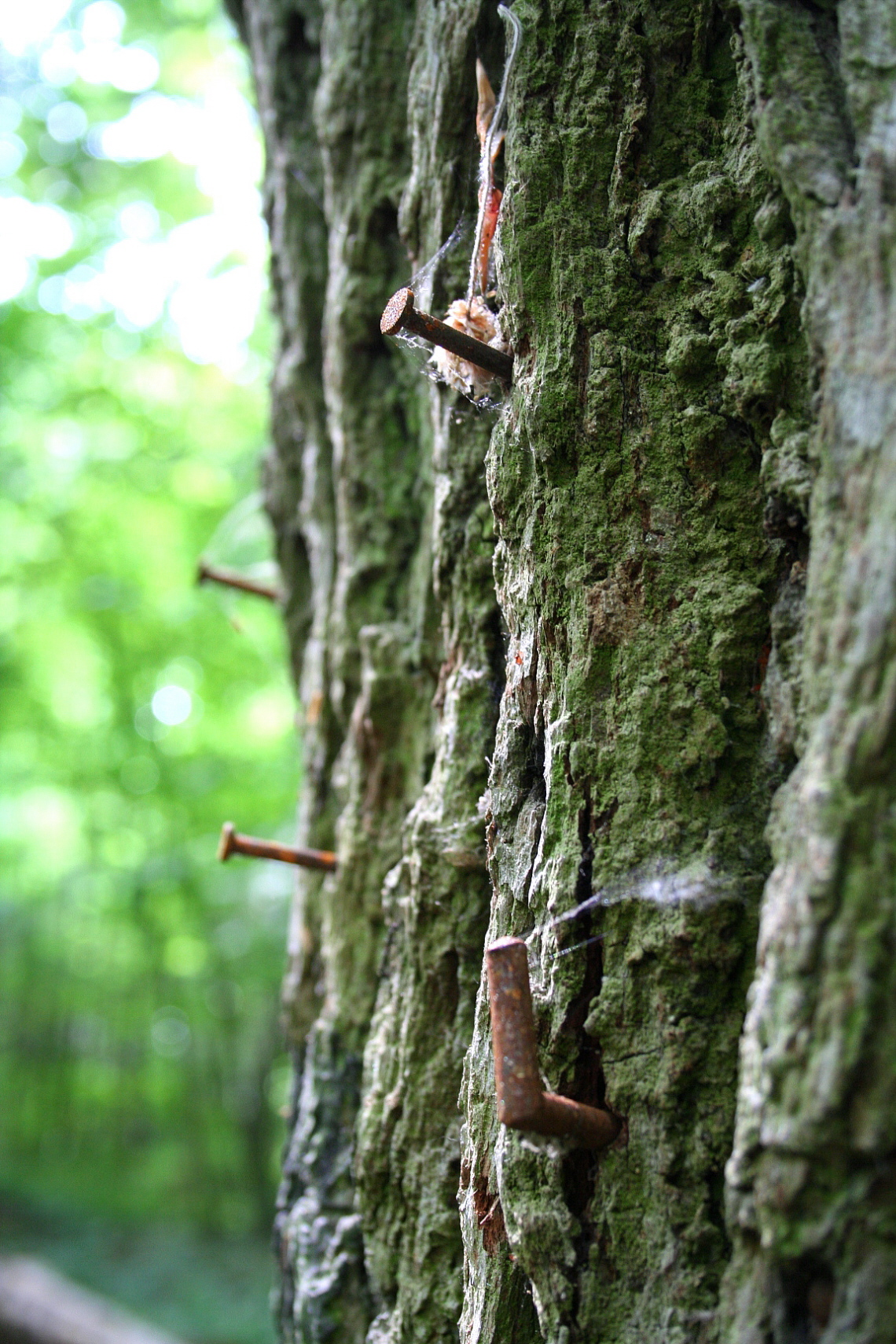
Détail du chêne à clous de Havré (Belgique).

Un arbre à clous (ou arbres fétiches, ou arbres guérisseurs) est un type d'arbre votif, une forme de dendrolâtrie qui se rencontre particulièrement en Belgique, mais aussi dans d'autres régions, comparable aux arbres à loques ou à chiffons. Sa réputation se fonde sur l'ancienne croyance populaire qui estimait qu'un mal physique (son mauvais esprit), principalement les maux de dents et les maladies de la peau, pouvait, par un processus rituel, être extirpé du corps et cloué à un arbre. L'élimination du mauvais esprit entraînait ainsi la guérison.
La présence des arbres à clous rappelle aujourd'hui une des dernières survivances de rites antiques issus de diverses formes de paganisme, progressivement remplacés par d'autres symboles du catholicisme. Ils sont aussi remarquables par les missions et rôles curieux que leur ont assignés les hommes.
Les arbres à clous se distinguent des arbres à loques, couverts de linges ou de pièces de tissus et des arbres sacrés qui sont sacralisés par une bénédiction et/ou un objet de dévotion (et associé à une chapelle ou une fontaine guérisseuse).
Les arbres les plus fréquemment utilisés pour ces rituels de cloutage sont les tilleuls et les chênes, réputés pour leur grande longévité. Sur certains troncs, on peut compter jusqu’à 70 000 clous, il arrive que ces arbres à clous soient frappés par la foudre en raison de la grande quantité de métal qu'ils contiennent.

## Symbolique
Il s'agit d'une pratique traditionnelle relevant du symbolique et expressif. On fait appel à eux en dernier recours, que ce soit pour obtenir une guérison ou pour toute autre demande.
L'arbre, par contact, ingestion ou inhalation, devient complice et/ou victime de l'homme. Avant d’être enfoncé dans l’écorce, le clou neuf doit être frotter sur la zone malade (furoncle, abcès dentaire, etc.) avant de le planter dans le tronc d'un arbre. Cette pratique s'appliquait également aux furoncles, communément appelés "clous" en français régional et en wallon. Ce rituel reposait sur le principe du transfert : en enfonçant le clou dans l'arbre, le mal était symboliquement transmis à celui-ci, libérant ainsi la personne souffrante. Ces arbres sont perçus comme des intermédiaires capables d’intercéder auprès de forces supérieures pour soulager les souffrances et favoriser la guérison des malades. Grâce à leurs racines profondément ancrées dans la terre, ils seraient également dotés du pouvoir symbolique de renvoyer le mal vers les enfers.
Le clou, en fer est associé à un pouvoir maléfique. Le fer serait capable d’absorber les énergies négatives, d’attirer le mal et de le transférer à l’arbre, qui, grâce à sa force vitale, neutraliserait cet effet. La douleur est supposée diminuer à mesure que le clou pénètre dans le tronc de l’arbre.

## Liens avec le christianisme
Cette pratique, d'origine païenne, a été partiellement acceptée par le christianisme. Dès l'époque de l'évangélisation, l'autorité religieuse tente de désacraliser ces pratiques, soit en détruisant les arbres votifs, soit en les intégrant dans un cadre religieux. Ainsi, une chapelle est construite ou une niche est creusée dans l'arbre auxquels ils ont ajouté une statue de la Vierge ou d'un saint. L'oratoire ou l'édifice religieux, en étant un lieu permanent de prière, vise à orienter définitivement l'attention vers le saint représenté.
Yves Bastin mentionne : "la proximité d’arbres cloués et de chapelles semble due à la superposition de croyances en un point donné plutôt qu’à la récupération par le clergé de coutumes religieuses païennes. Le clouage à des fins médicales n’est pas une pratique chrétienne qui aurait directement succédé à un culte païen".

## Localisation de quelques arbres à clous

### Belgique
En 2003, ont été recensés 33 arbres à clous en province de Liège, 8 en province de Hainaut, 7 en province de Namur, 4 en province de Luxembourg, 4 en province de Brabant et 3 en Flandre. Parmi la soixantaine d’arbres recensés, seuls trois portaient des clous récents, suggérant que la pratique rituelle du clouage est presque abandonnée.

#### Province de Hainaut
- Gilly : tilleuls de Soleilmont[4]
- Havré : chêne « pouilleux »
- Herchies : chêne Saint-Antoine (appelé localement el quêne à claus), classé en 1985 est un arbre à loques[4]
- Ostiches : chêne Saint-Pierre
- Stambruges : robinier de la chapelle de l'Arcompuch; abattu par le vent en 2009[8], le robinier a été remplacé dans la ferveur populaire par un chêne croissant à proximité immédiate

#### Province de Liège

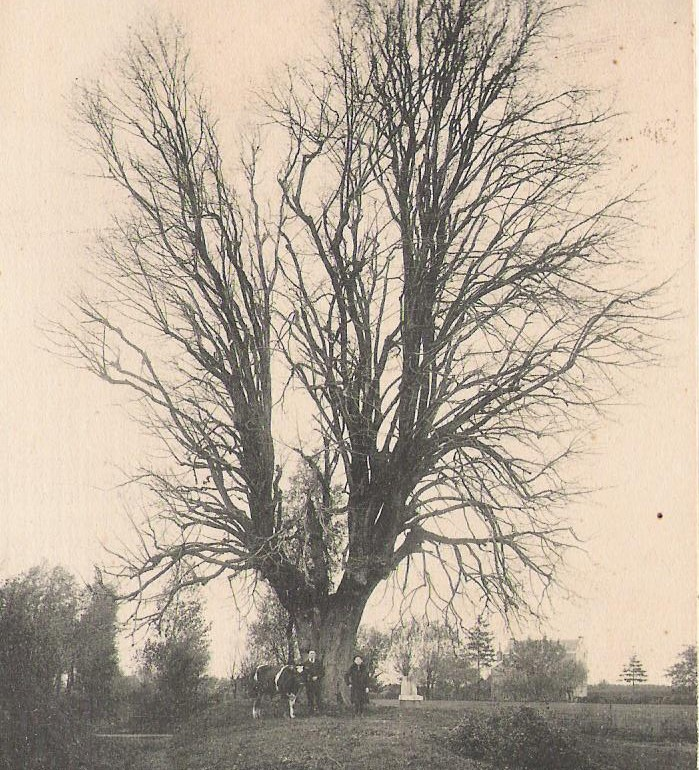
Le tilleul clouté du Coftice à José (Battice) au début du XXe siècle

- Vien (Anthisnes) : tilleul des Floxhes
- José (Battice) : tilleul du Coftice, abattu par la foudre vers 1990, remplacé[9]
- Deigné (Aywaille) : tilleul « devant l'église »
- Hameau de Foyir (Jalhay) : clawé fawe (« hêtre cloué »)
- Limont (Donceel) : tilleul
- Louveigné : tilleul de la Haute Cour et tilleul du Thier de Stinval
- Saint-Hadelin : tilleul du fief à côté de l'église de Saint-Hadelin
- Saive (Blegny) : tilleul de Miermont
- Sprimont : tilleul de Lillé
- Xhoris : tilleul des Lognards classé en 1965 et tilleuls de la chapelle de Fanson

#### Province du Limbourg
- Fouron-le-Comte : marronnier
- Koninksem : tilleul Saint-Joseph, arbre disparu
- Val-Meer : le kwartjesboom (nl)[10]

#### Province du Luxembourg
- Izier (Durbuy) : tilleul du Baty
- Longueville, chemin vers Jenneret (Tohogne, Durbuy) : tilleul de la croix des Combes – la croix en question est un simple crucifix fixé à l'arbre[11]

#### Province de Namur
- Dréhance : tilleul Notre-Dame

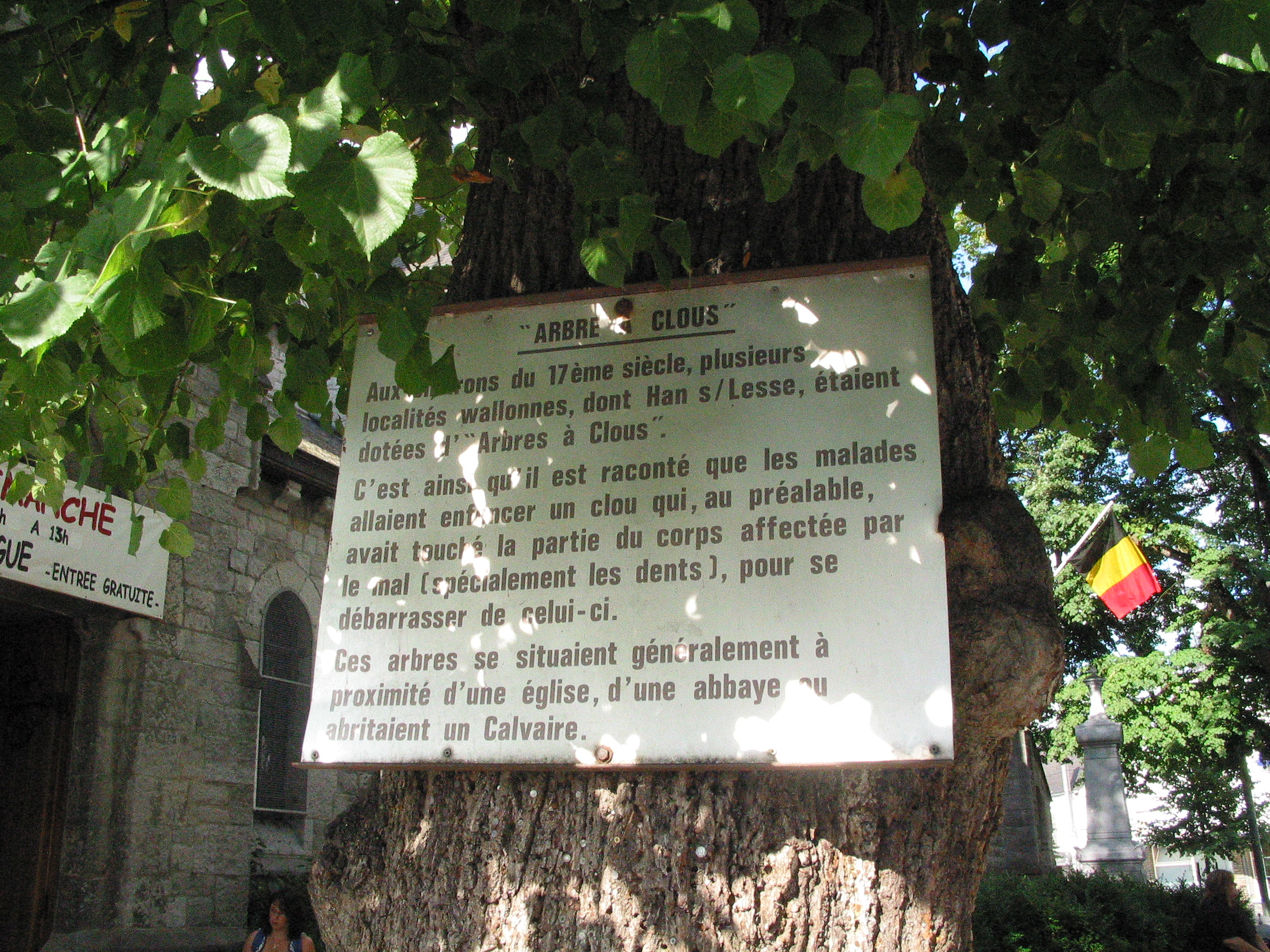
Arbre à clous de Han-sur-Lesse.

- Floreffe : tilleuls de la chapelle Saint-Roch
- Floriffoux : chêne Saint-Hubert, mort en 2008
- Han-sur-Lesse : tilleul de l'église Saint-Hubert[12]
- Vierves-sur-Viroin : chêne du chemin du Paradis

### France

#### Ain

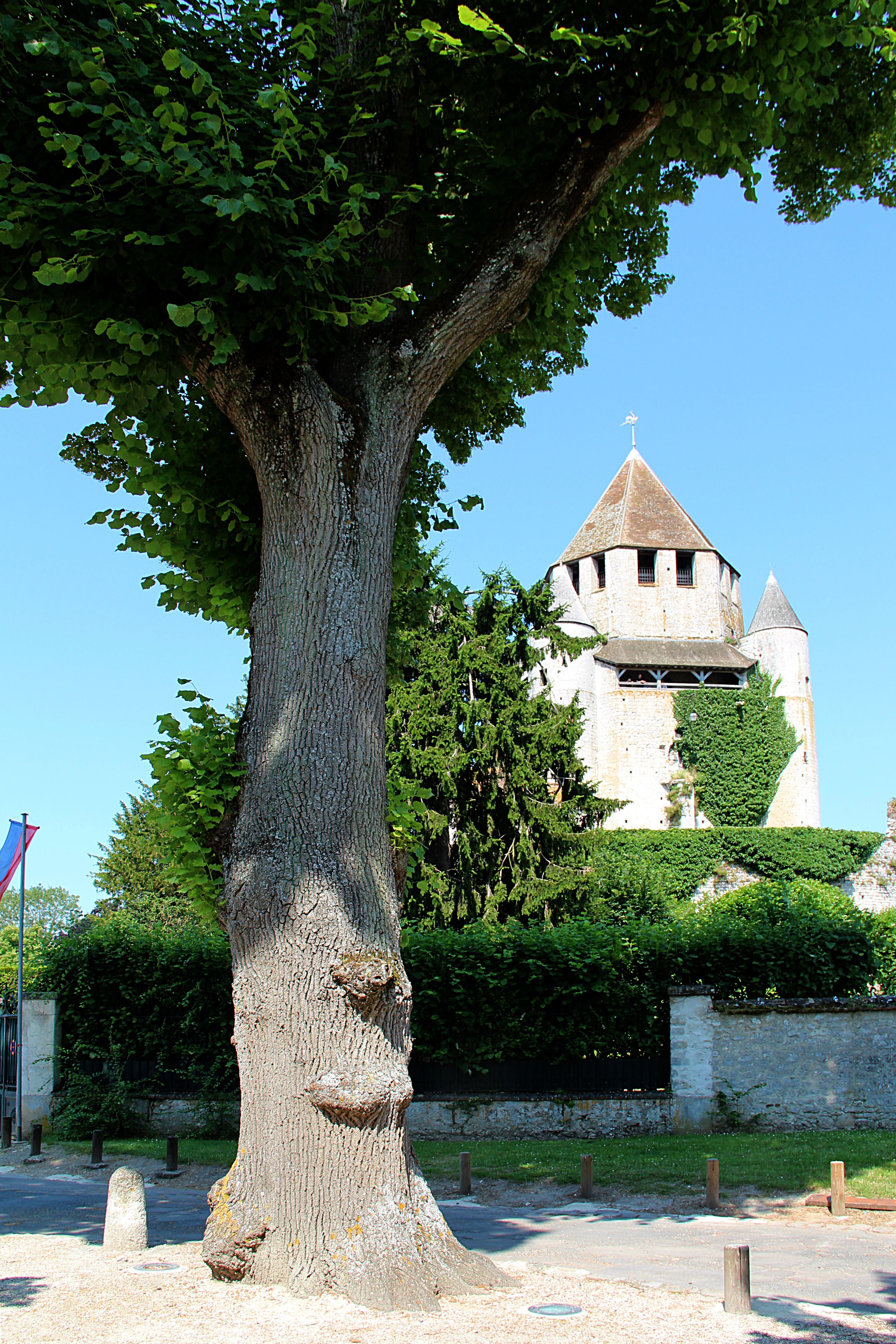
Tilleul à clous de la place Saint-Quiriace à Provins.

- Dagneux[13]

#### Île-de-France
- Provins : tilleul de la place Saint-Quiriace

#### Loire-Atlantique
- Bonnœuvre : chêne aux clous du Pâtisseau[14]

#### Nièvre
- Lorien (Corancy) : frêne de la chapelle de Faubouloin[13]

#### Territoire de Belfort
- Souche de la vierge entre Lepuix et Giromagny

#### Lot
- Rocamadour : une bûche cloutée dans les enceintes de la ville, partie du pèlerinage des chemins de Compostelle

### Pays-Bas
- Gemert : un chêne, disparu au Moyen Âge
- Gieten : arbre disparu
- Yde : 2 breukenbomen

### Autriche
- Vienne : épicéa – mort – de la Stock-im-Eisen-Platz (1re moitié du XVe siècle)

## Lescoin trees
On peut observer aux Royaume-Unis des "coin trees" où des pièces de monnaies sont martelées sur les arbres en faisant de l'arbre des sortes d'arbres à clous. Cette pratique remonterait au XVIIIe siècle avec des croyances votive similaire aux arbres à clous. On trouve des arbres à pièces ou Wish tree dans certaines régions d'Écosse, du nord de l'Angleterre et du pays de Galles.

## Galerie

Arbres à clous en Belgique
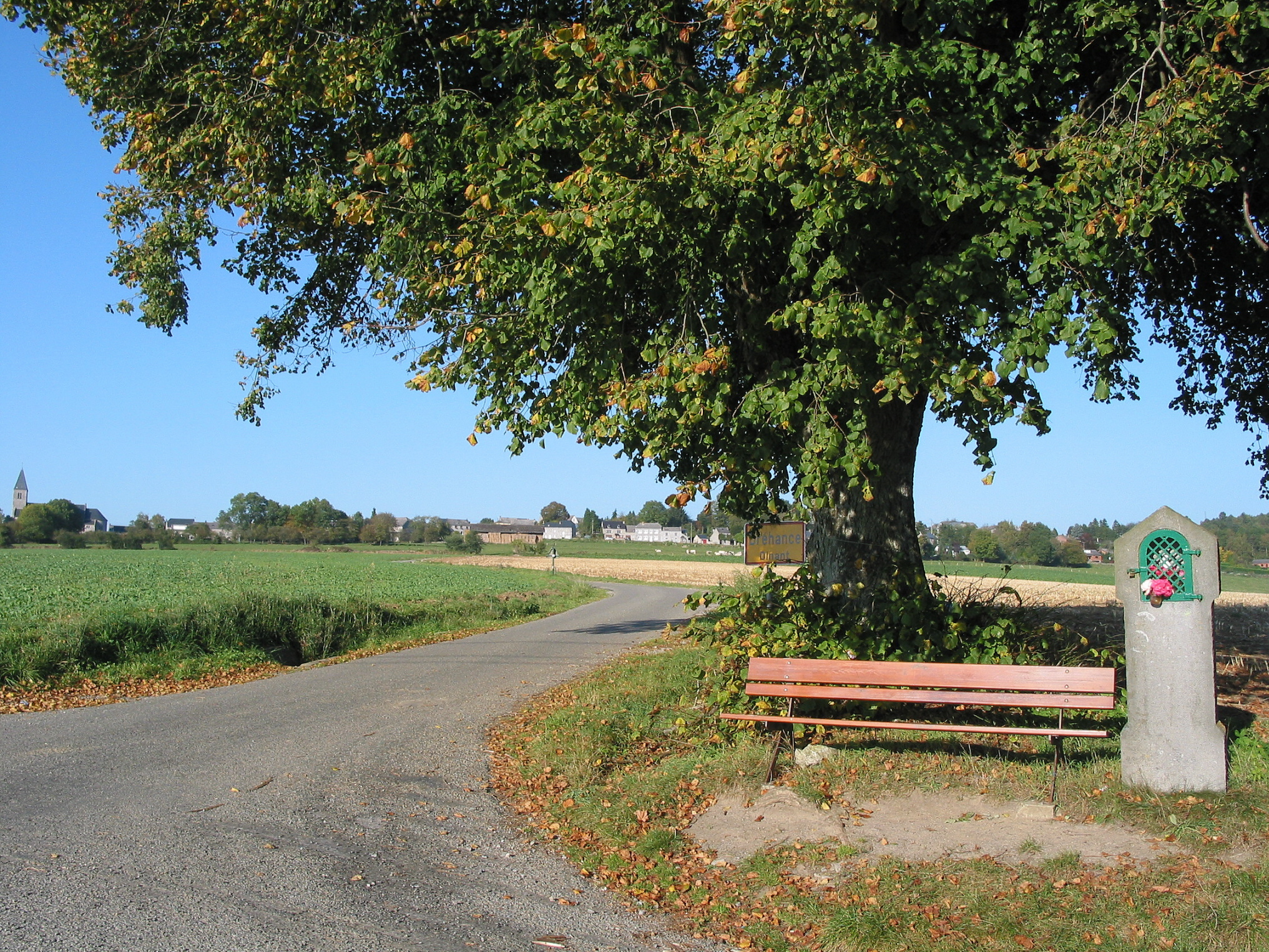
Le tilleul Notre-Dame de Dréhance.
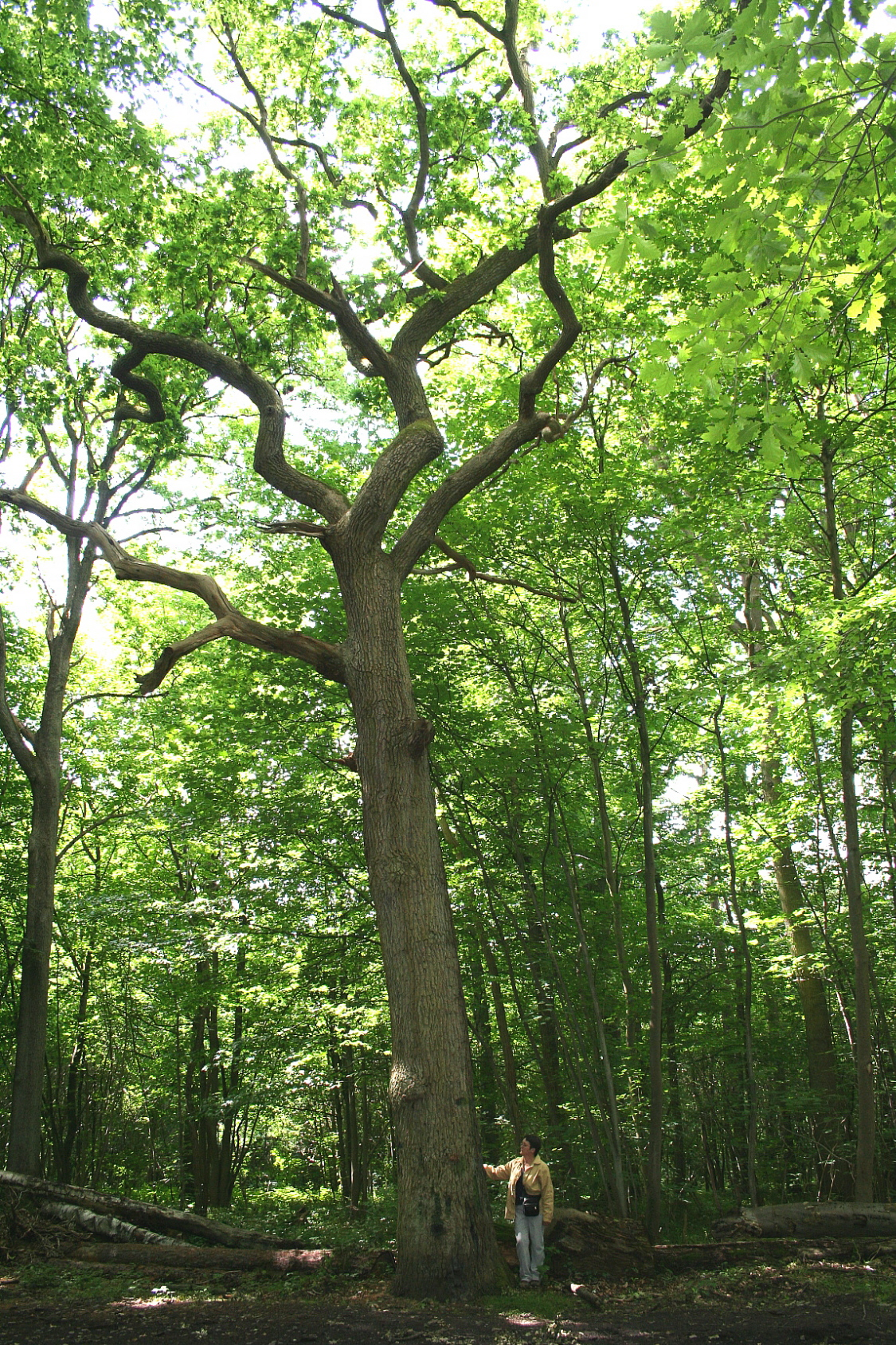
Le chêne « pouilleux » de Havré.
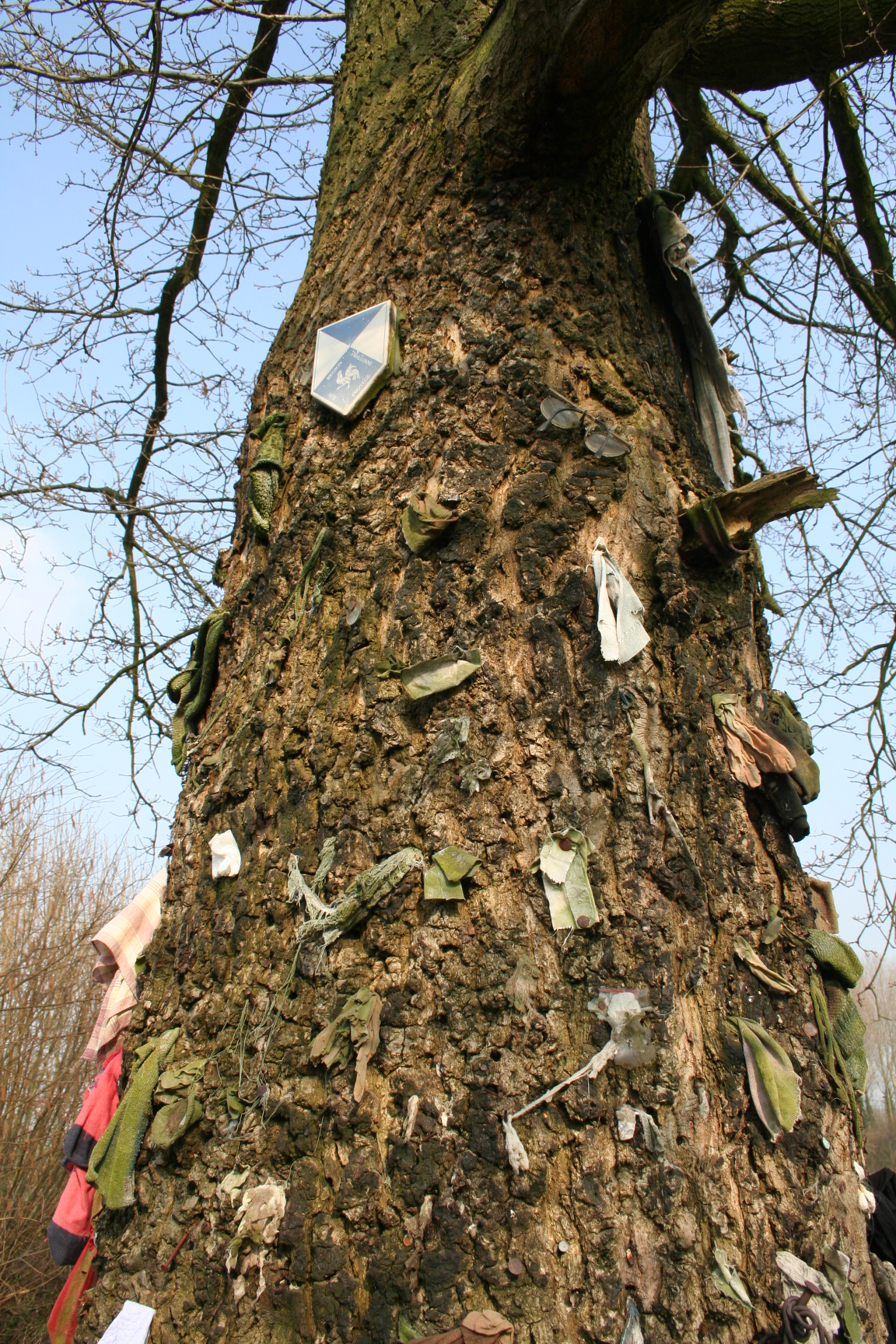
Le chêne Saint-Antoine de Herchies.
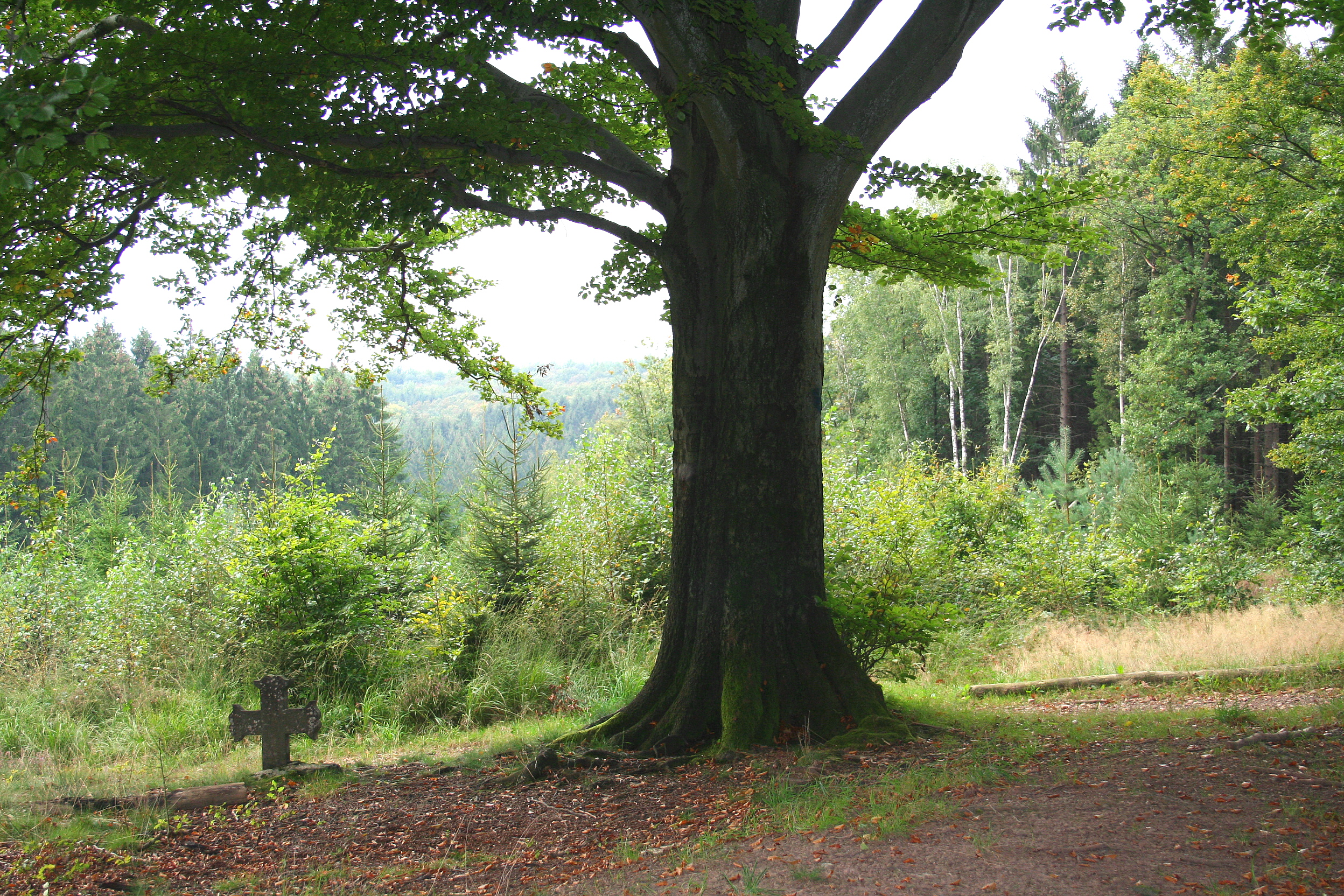
Le clawé fawe du hameau de Foyir à Jalhay.
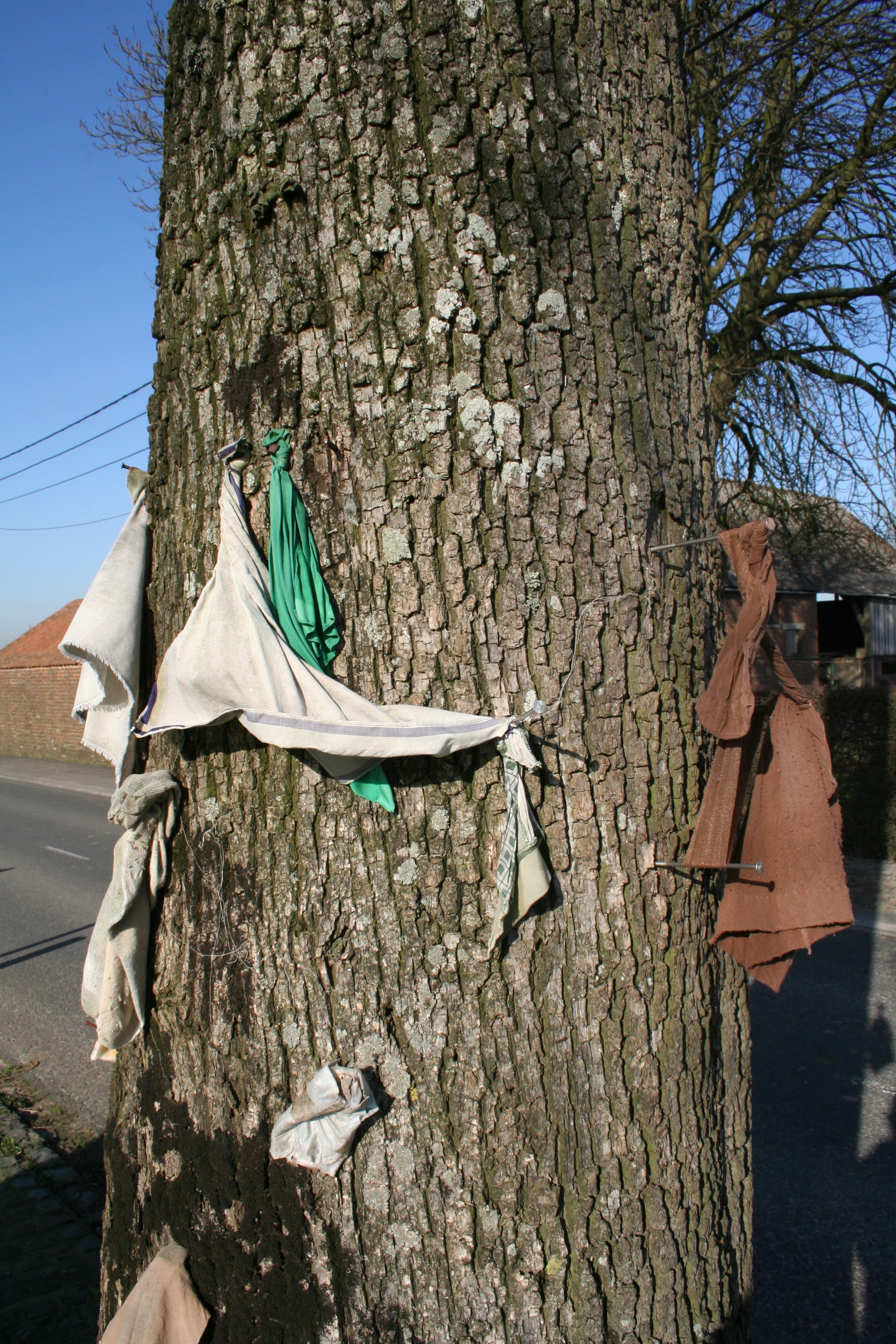
Le chêne Saint-Pierre d'Ostiches.
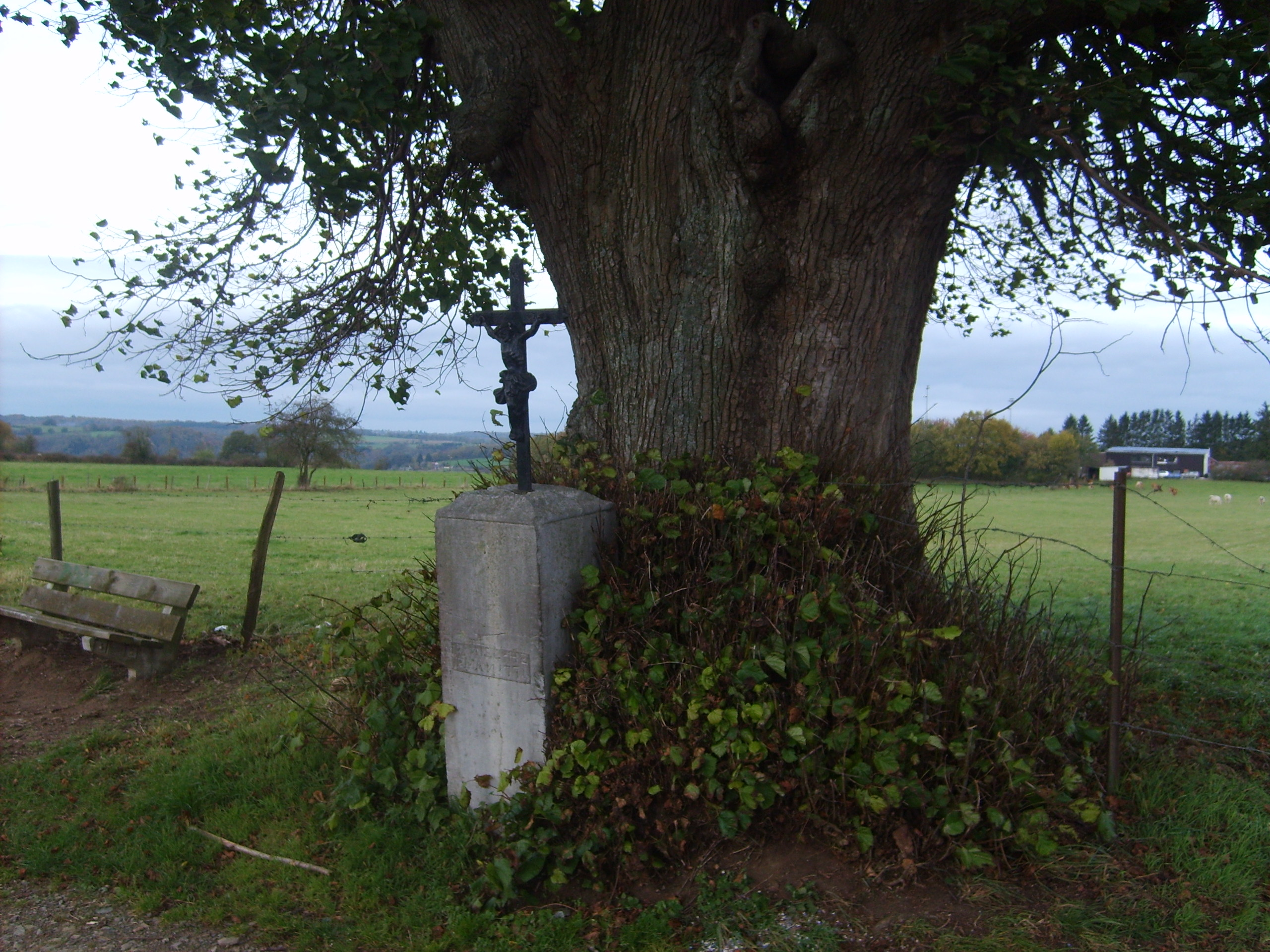
Le tilleul des Lognards, à Xhoris.
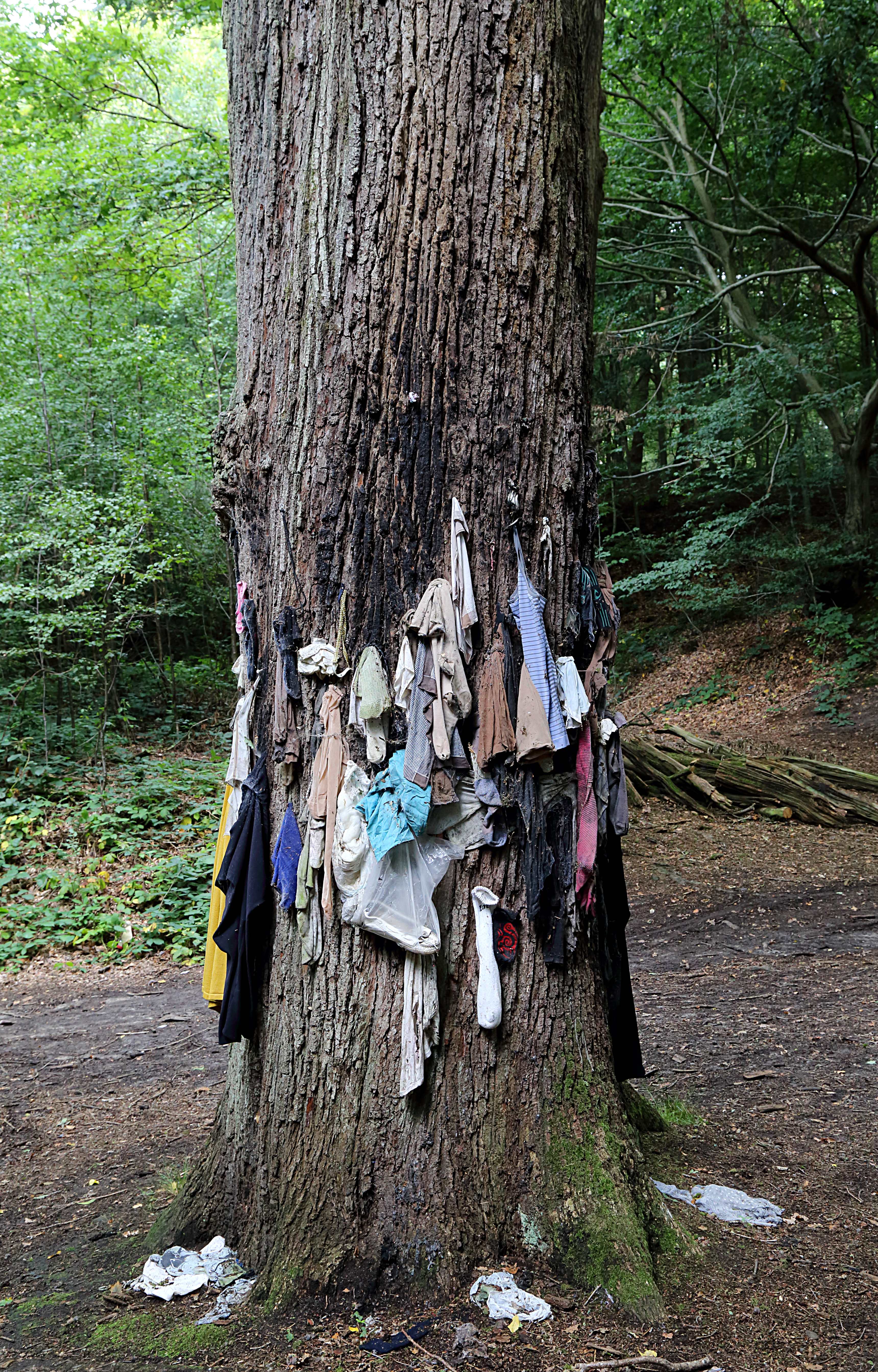
Le chêne à Stambru-ges.

### Ouvrages
- Pierre Koumoth, Mémoires d’une région, III : Tilleuls et croyances religieuses dans la province de Liège : Inventaire et essai d’interprétation, Verviers, La Dérive, 1994, 299 p.
- Benoît Loodts, Les derniers arbres-fétiches de Wallonie, Neufchâteau, Weyrich Edition, 2003, 104 p. (ISBN 9782930347325)
- Annick Marchand, « Arbres à clous et arbres à loques », Les cahiers nouveaux, no 86,‎ 2013, p. 87-91 (lire en ligne [PDF])
- (nl) J. Schuyf, Heidens Nederland : Zichtbare overblijfselen van een niet-christelijk verleden, Stichting Matrijs, 1995.
- Paul Sébillot, Le Folklore de France, t. 3 : La Faune et la Flore, Paris, rééd. 1985), 1904, p. 68-69.

#### Chapitre d'ouvrages
- Yves Bastin, « Les arbres, germes de tradition. », dans Géants au pied d'argile, Ministère de la région Wallonne, 1993, 454 p., p. 21-56.
- Paul Sanglan, « L’arbre guérisseur », dans Guérisseurs d’hier et d’aujourd’hui, Bastogne, Musée En Piconrue, 2003, p. 203-213

### Articles
- Emmanuelle Garrot, « Les arbres guérisseurs de Ia Wallonie : L'arbre à croix de Marcourt et 1'arbre à clous de Han-sur-Lesse » (Mémoire en vue de l'obtention du grade de Licenciée en Information et Communication), Université de Liège,‎ année académique 2001- 2002, p. 129 (lire en ligne  [PDF], consulté le 2 décembre 2024)
- E. Godefroid, « Un vestige de la religion primitive : Le tilleul cloué de Gilly », dans La Vie wallonne, III, 15 décembre 1922, p. 70-72.
- Adrien de Mortillet, « Vœux à des arbres et à des buissons. Étoffes et papiers votifs », dans Bulletins et Mémoires de la Société d'anthropologie de Paris, 1889, vol. 12 no 12, p. 112-119. Texte en ligne sur Persée.
- Paul de Saint-Hilaire, Les Saints guérisseurs : Entre la mer du Nord et les Ardennes : Guide de leurs attributs et symboles, Bruxelles, Sympomed Edimed, 1991, 263 p.
- Olivier Schmitz, « Les "arbres à clous" de Wallonie : Quelques remarques concernant une pratique apparemment archaïque », dans Enquêtes du Musée de la Vie wallonne, 2002-2004, t. 20, n°241-244, p. 417-435.
- S. Zaborowski, « Les clous votifs », dans Bulletins et Mémoires de la Société d'anthropologie de Paris, 1919, vol. 10 no 10, p. 108-116. Texte en ligne sur Persée

### Source
Paul Collet, « L'arbre à clous de Soleilmont » (dessin), dans Almanach wallon, 1924 (2), p. 112-113.